# Marcos 10

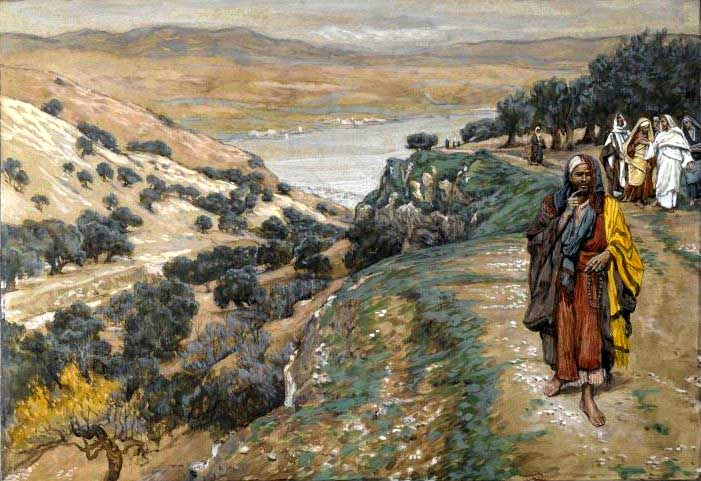
Jesus e o jovem rico, um dos episódios de Marcos 10.
Entre 1886 e 1894. Por James Tissot, atualmente no Brooklyn Museum, em Nova Iorque.

Marcos 10 é o décimo capítulo do Evangelho de Marcos no Novo Testamento da Bíblia. Neste capítulo, Jesus começa a sua viagem final em direção a Jerusalém, na qual Jesus trata principalmente da aceitação do reino de Deus, seja entre os divorciados, os ricos ou as crianças. No final, Jesus chega a Jericó, mas Marcos nada diz sobre o que lá se passa, exceto uma cura milagrosa já na saída. 

## Divórcio
Segundo Marcos, Jesus viajou através da Judeia e através do rio Jordão. Depois do duro discurso contra o pecado em Marcos 9, Jesus desta vez condena o divórcio depois de ser perguntado, durante uma de suas pregações, se seria legal repudiar a esposa. O próprio Marcos afirma que esta pergunta foi feita pelos fariseus "para experimentá-lo", provavelmente uma pergunta capciosa. O objetivo era obrigar Jesus ou a concordar com Moisés — e se colocar como submisso a ele — ou discordar dele, o que seria ainda pior dado o público para o qual discursava, majoritariamente judaico agora que ele estava novamente na Judeia. Tanto os fariseus quanto Jesus certamente sabiam que este era o antigo território de João Batista e que João havia sido preso e morto não havia muito tempo justamente por falar do casamento ilegal de Herodes Antipas com Herodias, a viúva de Filipe, seu irmão falecido. 
Em sua resposta, Jesus não fala diretamente de Herodes, mas afirma que Moisés apenas legislou sobre o divórcio «pela dureza do vosso coração» (Marcos 10:5), ou seja, que Moisés sabia que casais se separariam e preferia um divórcio regulado do que o simples abandono. Ele prossegue então combinando citações do Gênesis (Gênesis 1:27 e Gênesis 2:24) para demonstrar que o divórcio jamais fez parte do plano de Deus: 
| “ | «Porém desde o princípio da criação, Deus fê-los homem e mulher; por esta razão o homem deixará a seu pai e a sua mãe, e será com sua mulher uma só carne. Assim já não são dois, mas uma só carne. Portanto o que Deus ajuntou, não o separe o homem.» (Marcos 10:6–9) | ” |

Quando os discípulos se encontraram com Jesus, ele afirmou ainda que o mandamento vale também para uma mulher divorciando-se de um homem, um sinal de que havia uma audiência de gentios, pois o divórcio feminino era raríssimo na comunidade judaica da época.
Minimalistas bíblicos tendem a duvidar da historicidade deste episódio — e de todos nos quais Jesus cita passagens do Antigo Testamento — sugerindo que Marcos estaria respondendo a questões feitas a ele sobre os ensinamentos de Jesus e sua adequação à Lei Mosaica. Neste caso, porém, esta doutrina aparece em I Coríntios (I Coríntios 7:10–11), o que mostra que Paulo de Tarso acreditava tratar-se de um ensinamento do próprio Jesus (veja Privilégio Paulino). Segundo Brown, esta também era a crença dos autores dos Manuscritos do Mar Morto. 

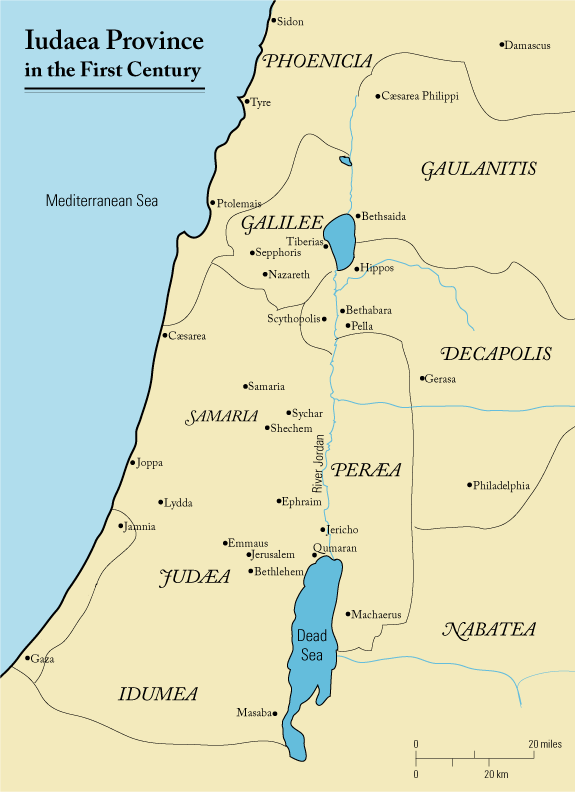
Mapa da região da Palestina no século I.

Muitos cristãos, especialmente em tempos modernos, não obedecem a esta doutrina, mas ela segue sendo a posição oficial da Igreja Católica Romana e da Igreja Ortodoxa, exceto para os casos de adultério, cuja base é a passagem similar, mas não idêntica, em Mateus 5 (Mateus 5:31–32). As denominações protestantes adotam as mais diversas práticas em relação ao divórcio, desde as mais tolerantes até aquelas que o consideram impróprio.
João 8 (João 8:1–11), numa passagem cuja autenticidade é questionada, relata a história de Jesus salvando uma mulher flagrada em adultério de ser apedrejada (vide Perícopa da Adúltera). 

## Crianças
Imediatamente depois de discutir o casamento, Jesus elogia as crianças. A multidão que se aglomerava à volta de Jesus trazia seus filhos para que ele tocasse e abençoasse, mas os discípulos as mandava embora. Jesus, "indignado" com eles, uma constante em Marcos, diz: «Em verdade vos digo: Aquele que não receber o reino de Deus como criança, de modo algum entrará nele» (Marcos 10:15). É provável que Jesus estivesse utilizando as crianças como uma metáfora para a relação das pessoas com Deus, destacando a necessidade de inocência, da dependência e da aceitação pura de Deus. Outras obras sobreviventes desta época apresentam as crianças como seres pouco razoáveis e que necessitavam de treinamento.

## O jovem rico e o buraco da agulha
Marcos continua o tema da aceitação total de Deus. Em sua viagem, Jesus se encontra com um jovem rico, que o chama de «Bom Mestre» (Marcos 10:17), o que parece desagradar Jesus. «Ninguém é bom senão só um, que é Deus» (Marcos 10:18), diz Jesus, uma frase que foi utilizada por trinitários e não-trinitários por séculos, pois Jesus parece afirmar aqui é diferente de Deus (veja Kenosis). Jesus fala dos mandamentos e ele responde que já os segue; depois, Jesus aumenta o custo ao pedir-lhe: «vende tudo o que tens e dá-o aos pobres, e terás um tesouro no céu; e vem, segue-me!» (Marcos 10:21). O jovem vai embora triste, pois, tendo muitas coisas, não consegue obedecer. Finalmente Jesus afirma que é «É mais fácil passar um camelo pelo fundo de uma agulha, do que entrar um rico no reino de Deus!» (Marcos 10:25)
Os discípulos em seguida se perguntam se é possível para alguém observar completamente os mandamentos de Jesus. «Aos homens é isto impossível, mas a Deus, não; porque a Deus tudo é possível» (Marcos 10:27), responde Jesus. Quando Pedro diz que os discípulos já haviam abandonado tudo para segui-lo, a resposta foi: 
| “ | «Em verdade vos digo que ninguém há que tenha deixado casa, ou irmãos, ou irmãs, ou mãe, ou pai, ou filhos, ou campos, por amor de mim e por amor do Evangelho, que não receba já no presente o cêntuplo de casas, irmãos, irmãs, mães, filhos e campos, com perseguições; e no mundo vindouro a vida eterna» (Marcos 10:29–31) | ” |

Em seguida, repete que os "os últimos serão os primeiros e os primeiros, os últimos" (veja Bem-aventuranças).

## Viagem a Jerusalém

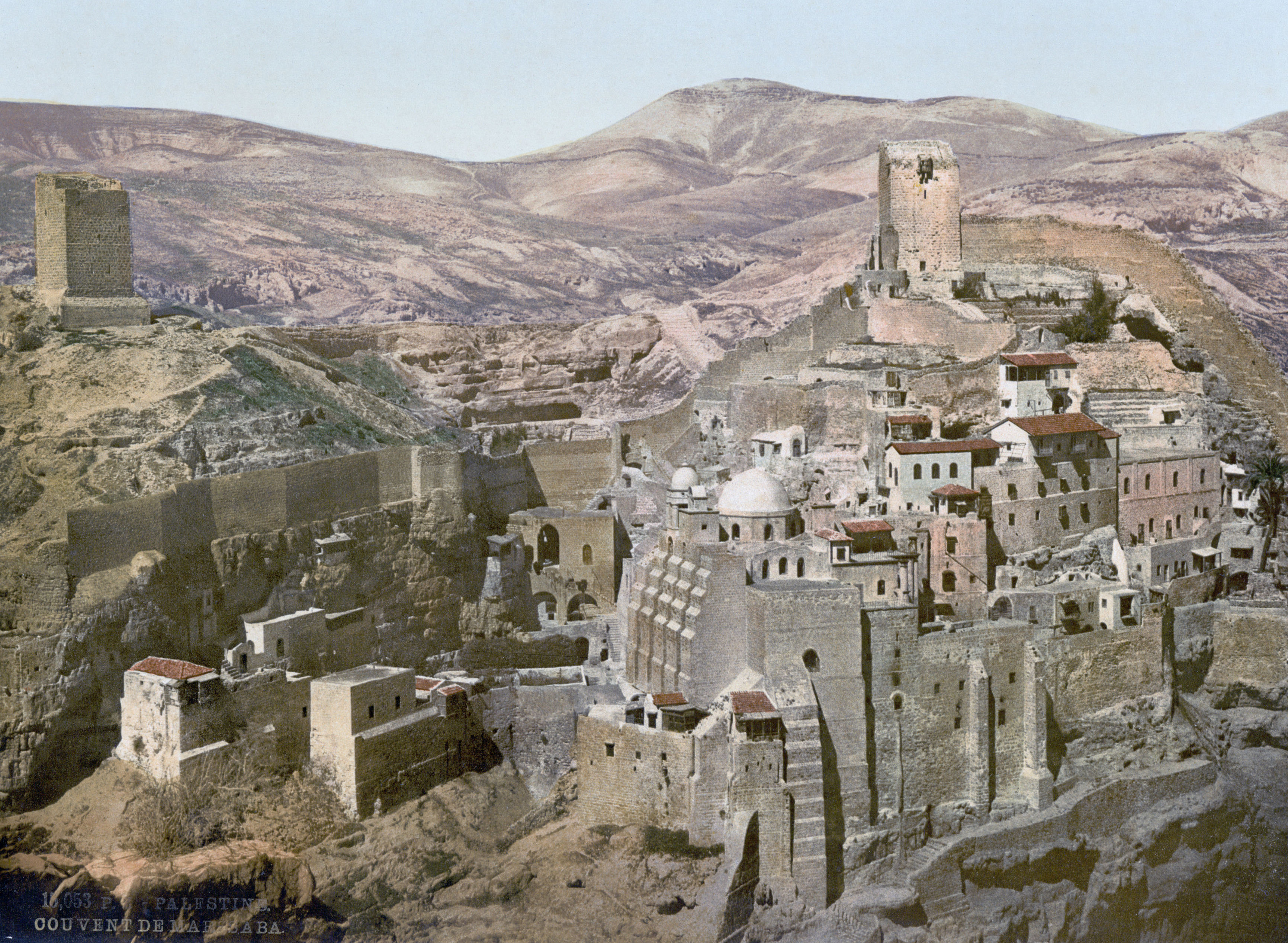
Mosteiro de Mar Saba, onde foi encontrada a carta de Clemente de Alexandria citando o suposto Evangelho Secreto de Marcos, uma alegada expansão de Marcos 10.

Os discípulos e Jesus continuam no caminho de Jerusalém e Jesus, pela terceira vez em Marcos, profetiza sua morte, descrevendo quase todos os detalhes de sua vindoura Paixão, exceto a forma como morreu (a crucificação). Tiago e João Evangelista pedem então a Jesus que lhes permita estarem ao seu lado direito e esquerdo. Jesus nega dizendo que eles não sabem do que estão falando e pergunta: «Podeis beber o cálice que eu bebo, ou ser batizados com o batismo com que eu sou batizado?» (Marcos 10:38) Quando eles dizem que sim, Jesus profetiza que os dois também terão o mesmo destino que ele (serão martirizados), mas que estar ao seu lado, esquerdo e direito, «será...concedido àqueles para quem está destinado» (Marcos 10:40). Os dois parecem acreditar que uma grande glória terrena os aguarda, mas Jesus está, na verdade, profetizando sua crucificação e os dois ladrões que ficarão ao seu lado nesta hora. Esta passagem foi bastante utilizada pelos arianos em seus debates sobre a natureza de Jesus, pois Jesus confirma que certas coisas "não me pertence concedê-lo", uma suposta demonstração de sua inferioridade em relação ao Pai.
Em seguida, Jesus declara que seu objetivo não é poder, mas servir:
| “ | «Porém não é assim entre vós. Mas quem quiser tornar-se grande entre vós, será esse o que vos sirva; e quem quiser ser o primeiro entre vós, será esse servo de todos. Pois o Filho do homem também não veio para ser servido, mas para servir e dar a sua vida em resgate de muitos.» (Marcos 10:43–45) | ” |

Marcos utiliza a palavra grega "lytron" para "resgate", um termo cuja utilização mais comum era a de comprar a liberdade de um criminoso ou escravo, implicando depois que "muitos" foram libertados pelo pagamento oferecido por Jesus, sua morte.
Os apóstolos e Jesus depois viajam para Jericó. Marcos não menciona nada do que ocorreu e nem quando partiram. É exatamente neste ponto, Marcos 10:46, que Morton Smith alega que uma cópia de uma carta de Clemente de Alexandria, encontrada no Mosteiro de Mar Saba, supostamente revelaria uma extensão secreta do Evangelho de Marcos conhecida como Evangelho Secreto de Marcos (além de uma extensão do trecho entre os versículos 34 e 35). Smith afirma ter tirado uma foto da carta, mas, ao retornar do mosteiro, não mostrou a carta propriamente dita, que jamais foi encontrada. 
Quando deixavam Jericó, Jesus encontrou Bartimeu, cujo nome o próprio Marcos explica ("filho de Timeu"), traduzindo-o do aramaico. Ele é um mendigo cego que proclama Jesus o filho de David, reconhecendo-o como Messias, o primeiro humano não-possuído a fazê-lo depois de Pedro. Jesus o cura e, pela primeira vez em Marcos, um dos curados de Jesus pôde segui-lo.

## Relação com os demais evangelhos
Todos estes episódios aparecem em Mateus 19 e 20, incluindo uma isenção para a fornicação e um elogio ao celibato voluntário. Porém, Mateus modifica um pouco o relato: ele acrescenta a Parábola dos Trabalhadores na Vinha, afirma que foi a "mãe" de Tiago e João (e não eles) que pediu um favor a Jesus e afirma que Jesus curou "dois cegos de nome desconhecido" (e não Bartimeu) em Jericó.
Já em Lucas 18, aparecem os episódios das crianças, a parábola do homem rico, a profecia de Jesus e a cura do cego, sem nome, como em Mateus, em Jericó. Lucas também acrescenta um curto trecho em Lucas 16 (Lucas 16:18) no qual Jesus proíbe um segundo casamento.